# Joseph Raybaud
Pour les articles homonymes, voir Raybaud.
Joseph Raybaud, né le 27 juin 1904 à Levens et mort le 22 mars 1991 à La Roquette-sur-Var, est un agriculteur et homme politique français.

## Biographie
Il est plusieurs fois l'élu français vainqueur de la longévité politique, en étant resté maire de Levens durant 62 ans, de 1929 à sa mort, partant de l'état du plus jeune maire de France à 25 ans, conseiller général du canton de Levens durant 55 ans (1934-1989) et sénateur des Alpes-Maritimes durant 34 ans (1955-1989). Une avenue porte son nom à Nice.
Son fils, Léon-Pierre Raybaud, né le 3 mai 1934 à Nice (Alpes-Maritimes), professeur des universités, lui a succédé comme maire de Levens.

## Mandats
- 1929-1991 : maire de Levens
- 1934-1989 : conseiller général du canton de Levens
- 1955-1989 : sénateur des Alpes-Maritimes (Gauche démocratique)
- 1964-1967 : président du conseil général des Alpes-Maritimes